# Óscar Romero (football)
Óscar Romero, né le 4 juillet 1992 à Fernando de la Mora au Paraguay, est un footballeur paraguayen évoluant au poste de milieu offensif au SC Internacional.

## Biographie

### En club
Il participe à la Copa Libertadores et à la Copa Sudamericana avec les équipes du Cerro Porteño et du Racing Club. Il est quart de finaliste de la Copa Libertadores en 2015 avec le Racing Club.

### Botafogo
Le 18 mars 2024, il a été annoncé par Botafogo avec un contrat jusqu'à la fin de la saison. Le joueur a reçu le maillot numéro 70 pour jouer pour le club. Le 2 avril, le Paraguayen a été inscrit pour la première fois, pour le match contre Junior Barranquilla chez les Libertadores. Le Paraguayen a fait ses débuts contre les Colombiens à Nilton Santos. Romero est entré à la 39e minute de la phase finale, en remplacement de Marlon Freitas.
Le 13 mai 2024, après un acte d'indiscipline, Óscar Romero a été exclu du voyage de Botafogo au Pérou, où l'équipe affronterait l'Universitario au cinquième tour du groupe D de la phase de groupes des Libertadores. Selon la presse spécialisée, le milieu de terrain a emmené, avec son club Diego Hernández, les femmes à la concentration après le match contre Fortaleza.
Le lendemain, le Paraguayen s'est exprimé, affirmant qu'il acceptait la punition de Botafogo, mais niait avoir emmené des femmes à l'hôtel de l'équipe

### En équipe nationale
Il joue son premier match en équipe du Paraguay le 14 août 2013, en amical contre l'Allemagne (3-3).
Il participe avec l'équipe du Paraguay aux éliminatoires du mondial 2014, puis aux éliminatoires du mondial 2018.
Il dispute également la Copa América 2015 et la Copa América Centenario. Le Paraguay se classe quatrième de la Copa América en 2015.

## Palmarès
- Champion du Paraguay en 2012 (Ouverture) et 2013 (Clôture) avec le Cerro Porteño
- Finaliste de la Coupe d'Espagne en 2017 avec Alavès